# Servác Heller

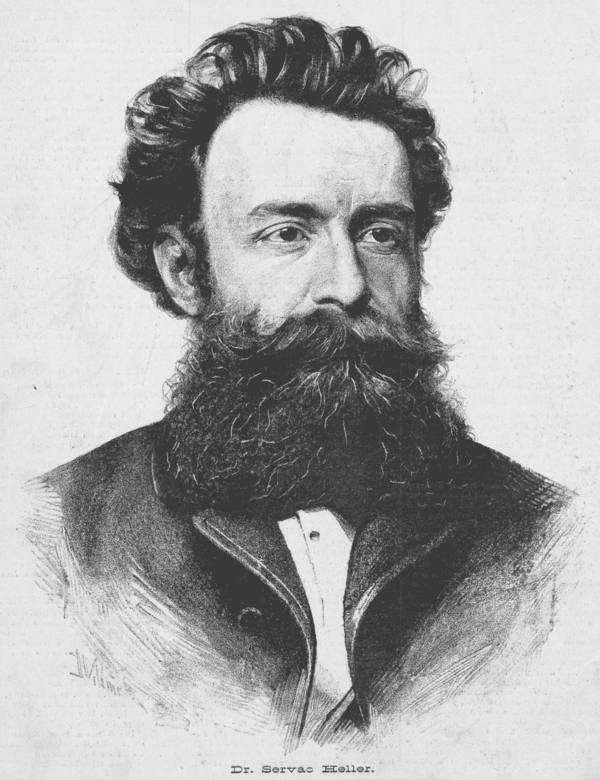
Servác Heller

Servác Bonifác Heller (13. května 1845 Vlašim – 2. září 1922 Bad Kissingen, Německo) byl český novinář, spisovatel a mladočeský politik. Koncem 60. let spoluorganizoval české studentské a národní spolky (Český akademický spolek čtenářský, řečnický spolek Slavia, obnovená Lípa slovanská). Přes padesát let (1867-1922) spolupracoval s deníkem Národní listy — nejprve jako externí dopisovatel, od roku 1870 redaktor, nakonec odpovědný redaktor (1912–1916) a vydavatel; referoval například o národopisné (1867) a polytechnické (1872) výstavě v Moskvě i o rusko-turecké válce (1877–1879). V březnu 1914 odhalil na stránkách Národních listů, že národně-sociální poslanec Karel Šviha donáší tajné policii (tzv. Švihova aféra). Aféru využil i profesor T. G. Masaryk v boji proti monarchii. Určitou dobu vydával rovněž časopisy Lumír a Květy. Podnikl cesty do Ruska, na Slovensko a Balkán. Byl autorem řady románů, zpravidla zasazených do exotického prostředí, v nichž se snažil upoutat čtenáře napínavým dějem, romantikou a vnější zajímavostí lidských osudů na úkor hloubky a psychologie. V posledních letech života vydával paměti. V 80. a 90. letech byl zvolen do Říšské rady a Českého zemského sněmu. Trpěl srdečním onemocněním, zemřel na léčebném pobytu.

## Život

### Mládí
Pocházel z rodiny hudebníka a učitele Antonína Hellera a jeho manželky Terezy, rozené Pranhoferové. Vystudoval gymnázium a filosofickou fakultu v Praze. V letech 1867-68 působil jako vychovatel v Rusku. V květnu 1867 se v Moskvě setkal s „poutníky“ — českými politiky, kteří přijeli na slovanskou výstavu (takzvaná pouť na Rus). Navázal tam kontakt se zástupci Národních listů a začal do tohoto deníku psát příspěvky.
Roku 1868 byl povolán zpět domů k odvodu, do armády však odveden nebyl. Téhož roku dokončil studia získáním doktorského titulu a zapojil se do veřejného života. Za pořádání táborů lidu na Řípu a Blaníku byl odsouzen na 6 týdnů vězení. Stal se jednatelem Českého akademického spolku čtenářského a řečnického spolku Slavia.
V roce 1869 zastupoval české studentstvo na oslavách Jana Husa v Husinci a na táboru lidu v Lounech. Spolu s Karlem Sladkovským a dalšími založil obnovený spolek Lípa slovanská (nazvaný podle obdobného sdružení z revoluce 1848). Tento spolek byl brzy úředně rozpuštěn, jeho zakladatelé ale nebyli stíháni. Jako jednatel akademického čtenářského spolku prosazoval jeho národní, nadstranický charakter. Jeho zásluhou bylo uděleno čestné členství profesoru Janu Erazimu Vocelovi.

### Novinářská činnost
Roku 1870 přijal nabídku Julia Grégra a stal se členem redakce Národních listů. S těmito novinami pak zůstal spojený v různých rolích po zbytek života. Pro žurnalistiku měl důležité předpoklady: rychlou orientaci, stylistickou obratnost, znalost jazyků, přehled o politice a kultuře. Postupně přispíval do všech rubrik, kromě hospodářské. Roku 1872 byl vyslán do Moskvy na polytechnickou výstavu. Po ní odjel na jih Ruska a na Krym, odkud posílal cestopisy. V září navštívil Berlín u příležitosti setkání tří císařů.
V roce 1873 společně s Josefem Václavem Sládkem převzal vydávání časopisu Lumír. Do redakce postupně získal Svatopluka Čecha, Otakara Hostinského a Jaroslava Golla.
Roku 1877 odjel znovu do Ruska, kde se stal zpravodajem Národních listů pro rusko-tureckou válku. Zůstal tam dva roky. Pobyt ho později inspiroval k napsání románu Král stepi.
Po návratu obnovil se Svatoplukem Čechem časopis Květy. V jeho redakci pak pracoval dvacet let. Uměl poznat nové talenty a pomáhal jim. Prováděl korektury Julia Zeyera, knězi Václavu Benešovi navrhl literární pseudonym Třebízský. Nutno podotknout, že příspěvky do Lumíru a Květů i další literární díla psal výhradně ve volném čase — jeho hlavní zaměstnání bylo vždy v Národních listech. Současníci obdivovali jeho pracovitost a aktivitu.
Roku 1880 podnikl cestu na Slovensko. V roce 1892 odjel přes Halič a Krym na Kavkaz. Při návratu se zastavil na první bulharské výstavě v Plovdivu a navštívil také Srbsko.
V roce 1912, po smrti Josefa Anýže, se stal odpovědným redaktorem a vydavatelem Národních listů. Jeho nejznámějším činem v této funkci bylo skandální odhalení tzv. Švihovy aféry. 4. března 1914 přinesly Národní listy na titulní stránce obvinění, založené na dokumentech z pozůstalosti po J. Anýžovi, že předseda národně-sociální strany, poslanec Karel Šviha, pod krycím jménem Wiener za úplatu donášel informace z důvěrných jednání českých politiků rakouské vládě, čímž například zmařil cestu českých poslanců do Bělehradu a způsobil zadržení Václava Klofáče. Článek popisoval některé podrobnosti této tajné spolupráce (např. výši finančních odměn) i její příčiny (Švihova snaha získat vedlejší příjem). Šviha se bránil soudní žalobou, Heller ale předložil tak přesvědčivé důkazy, že mu porota dala jednomyslně za pravdu.
Jako šéfredaktor pracoval do roku 1916, kdy skončil se žurnalistikou kvůli srdeční chorobě. Věnoval se pak hlavně psaní pamětí. Vydavatelem Národních listů však zůstal do konce života, poté se vydávání ujala Pražská akciová tiskárna.

### Politická činnost
Heller se účastnil činnosti mladočeské strany. Byl členem jejího výkonného výboru.
Roku 1883 získal v doplňovacích volbách za mladočechy mandát v Říšské radě (celostátní zákonodárný sbor), kde reprezentoval městskou kurii, obvod Slaný, Louny, Kladno atd. Byl přijat za člena Českého klubu, střechové parlamentní frakce českých poslanců. Poslanecký slib složil 4. prosince 1883. Setrval zde do konce funkčního období sněmovny, tedy do roku 1885.
Od roku 1895 zasedal jako poslanec Českého zemského sněmu za Domažlice. Na zemském sněmu zasedal do roku 1901. Po volbách do Říšské rady roku 1897 se vrátil i do vídeňského parlamentu, nyní za kurii venkovských obcí, obvod Karlín atd. Poslancem se stal dodatečně poté, co odstoupil Václav Robert z Kounic. Poslanecké křeslo obhájil ve volbách do Říšské rady roku 1901, opět za kurii venkovských obcí v obvodu Karlín, Český Brod. Setrval zde do konce funkčního období, do roku 1907.

### Odkaz
Zemřel v Německu na léčebném pobytu. Jeho pohřbu 11. září 1922 na Olšanských hřbitovech se účastnila řada osobností veřejného života, například: šéfredaktor Národních listů Karel Hoch, spisovatelé Josef Holeček, Ignát Herrmann, František Herites, Karel Matěj Čapek-Chod, Václav Řezníček a Popelka Biliánová, poslanec Alois Rašín (na kterého byl za několik měsíců spáchán atentát), ministr František Udržal, předseda Ústřední správní komise Velké Prahy Karel Baxa a další. V projevech ocenili jeho význam pro literaturu, žurnalistiku (podle A. Rašína vychoval celou novinářskou generaci) i českou politiku.

## Literární dílo

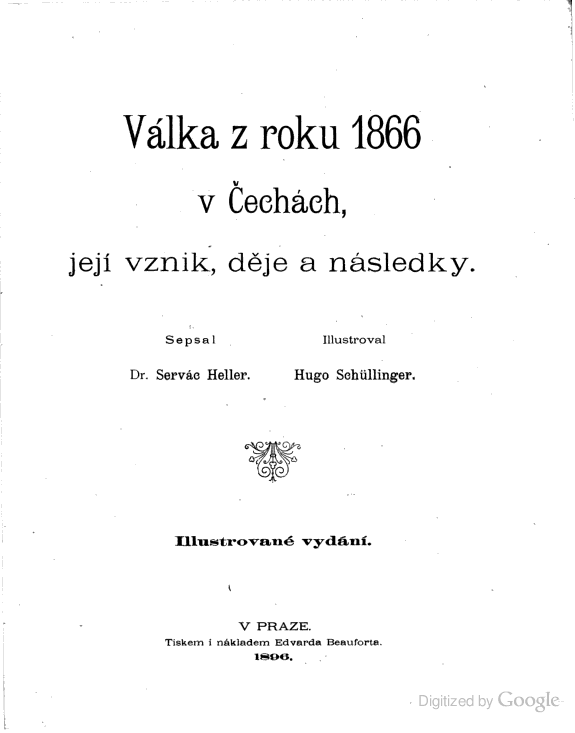
Heller, Servác. Válka z roku 1866 v Čechách, její vznik, děje a následky

Heller byl romantikem, odchovaným dobou, výchovou, četbou i zájmy. Jako spisovatel se proslavil zejména romány. Zachycuje v nich příběhy plné konfliktů a katastrof. Jde mu především o zábavnost pro čtenáře. Vnější zajímavost lidských osudů je pro něj důležitější než psychologie postav a hloubka příběhu. V jeho dílech lidé podléhají silným citům. Důležitou roli hrají ženy — vášnivé i světice. Děj se často odehrává ve vzdáleném, exotickém prostředí.
Velký vliv na něj mělo Rusko. Na rozdíl od kritického Karla Havlíčka si tuto zemi oblíbil a přistupoval k ní citově. Jeho názory ovlivnili i slavjanofilové, s nimiž se během tamějšího pobytu stýkal.
K jeho dílům patří:
- Národní slavnost položení základního kamene k národnímu divadlu v Praze dne 16. května 1868 (1868)
- Pohled na Moskvu (1868)
- Národové jižní Afriky (1869)
- Král stepi (1882)
- Bouře života (1886)
- Salomonida (1888)
- Román na bojišti : Z upomínek na poslední válku rusko-tureckou (1890)
- Na červeném dvoře (1892)
- Román na moři (1892)
- Pan markýz (1893)
- Román cestujícího člověka (1893)
- Hermína : povídka z pražského života (1895)
- Nástrahy : obraz ze života (1895)
- Marie Šťastná : kus maloměstské romantiky (1896)
- Na horách (1897)
- Dr. Julius Grégr, jeho doba a působení (1898)
- Firma Stocký a spol. (1899)

V posledních letech psal paměti, v nichž navázal na své vzpomínky ze studentských let v Praze. V dílech popisuje život a zábavu tehdejších pražských patricijských rodin.
- Z pražské kroniky minulého století
- Z minulé doby našeho života národního, kulturního a politického: upomínky a zápisky (1916) Dostupné online

Obecně v jeho díle žurnalistika přehlušuje umění. Autor projevuje kombinační schopnosti, ale umělecká úroveň jeho prací trpí rychlostí, nepevností struktury i určitou povrchností zpracování.

## Rodina
- 8. dubna 1876 se v pražském kostele sv. Jiljí oženil s Julií Rogalskou (1850–??), dcerou obchodníka, přičemž jedním ze svědků byl Josef Václav Sládek.[19] Z jejich dětí[20] se proslavili:
  - Dcera Mariana Hellerová (1878–1937), vl. jm. Marie H. – nepříliš úspěšná herečka. Vystupovala v řadě vedlejších rolí na několika pražských i zahraničních scénách.[21]
  - Syn František Heller[22] (1884–1962) – novinář a překladatel. Počátkem 20. století spolupracoval s deníkem Den,[23] ve 20. letech byl jedním z redaktorů ČTK.[24] Za první republiky přeložil řadu literárních prací z francouzštiny, angličtiny a němčiny.[25] Od července 1941 do února 1942 stál v čele Národního svazu novinářů.[26] Pohřben je v Austrálii.[27]
- Bratr Ferdinand Heller (1824-1912) byl známý jako hudební skladatel, sbormistr a učitel.[28]
- Bratr Saturnin Heller (1840-1884) se proslavil jako architekt.[28]
- Bratr František Agathon Heller (1833-1899) byl učitelem a otcem významných sokolů Františky, Karla, Jiřího a Agathona Hellerových